# André Pedrosa
André Alexandre Antunes Pedrosa (Barreiro, 12 aprile 1997) è un calciatore portoghese, centrocampista del Pêro Pinheiro.

## Caratteristiche tecniche
È un centrocampista centrale.

## Carriera

### Club
Cresciuto nel settore giovanile dello Sporting Lisbona, nel 2013 si trasferisce in quello del Vitória Setúbal. Esordisce in prima squadra il 30 gennaio 2017 nell'incontro vinto per 1-0 contro il Benfica.

## Statistiche

### Presenze e reti nei club
Statistiche aggiornate al 30 giugno 2019.
| Stagione        | Squadra         | Campionato      | Campionato | Campionato | Coppe nazionali | Coppe nazionali | Coppe nazionali | Coppe continentali | Coppe continentali | Coppe continentali | Altre coppe | Altre coppe | Altre coppe | Totale | Totale | Totale |
| Stagione        | Squadra         | Comp            | Pres       | Reti       | Comp            | Pres            | Reti            | Comp               | Pres               | Reti               | Comp        | Pres        | Reti        | Pres   | Reti   |        |
| --------------- | --------------- | --------------- | ---------- | ---------- | --------------- | --------------- | --------------- | ------------------ | ------------------ | ------------------ | ----------- | ----------- | ----------- | ------ | ------ | ------ |
| 2016-2017       | Vitória Setúbal | PL              | 2          | 0          | TP+TL           | 0+1             | 0               |                    | -                  | -                  |             | -           | -           | 3      | 0      |        |
| 2017-2018       | Vitória Setúbal | PL              | 18         | 0          | TP+TL           | 0+5             | 0               |                    | -                  | -                  |             | -           | -           | 23     | 0      |        |
| 2018-2019       | Vitória Setúbal | PL              | 3          | 0          | TP+TL           | 1+1             | 0               |                    | -                  | -                  |             | -           | -           | 5      | 0      |        |
| Totale carriera | Totale carriera | Totale carriera | 23         | 0          |                 | 1+7             | 0               |                    | -                  | -                  |             | -           | -           | 30     | 0      |        |